# Leichtathletik-Weltmeisterschaften 2023/100 m der Frauen

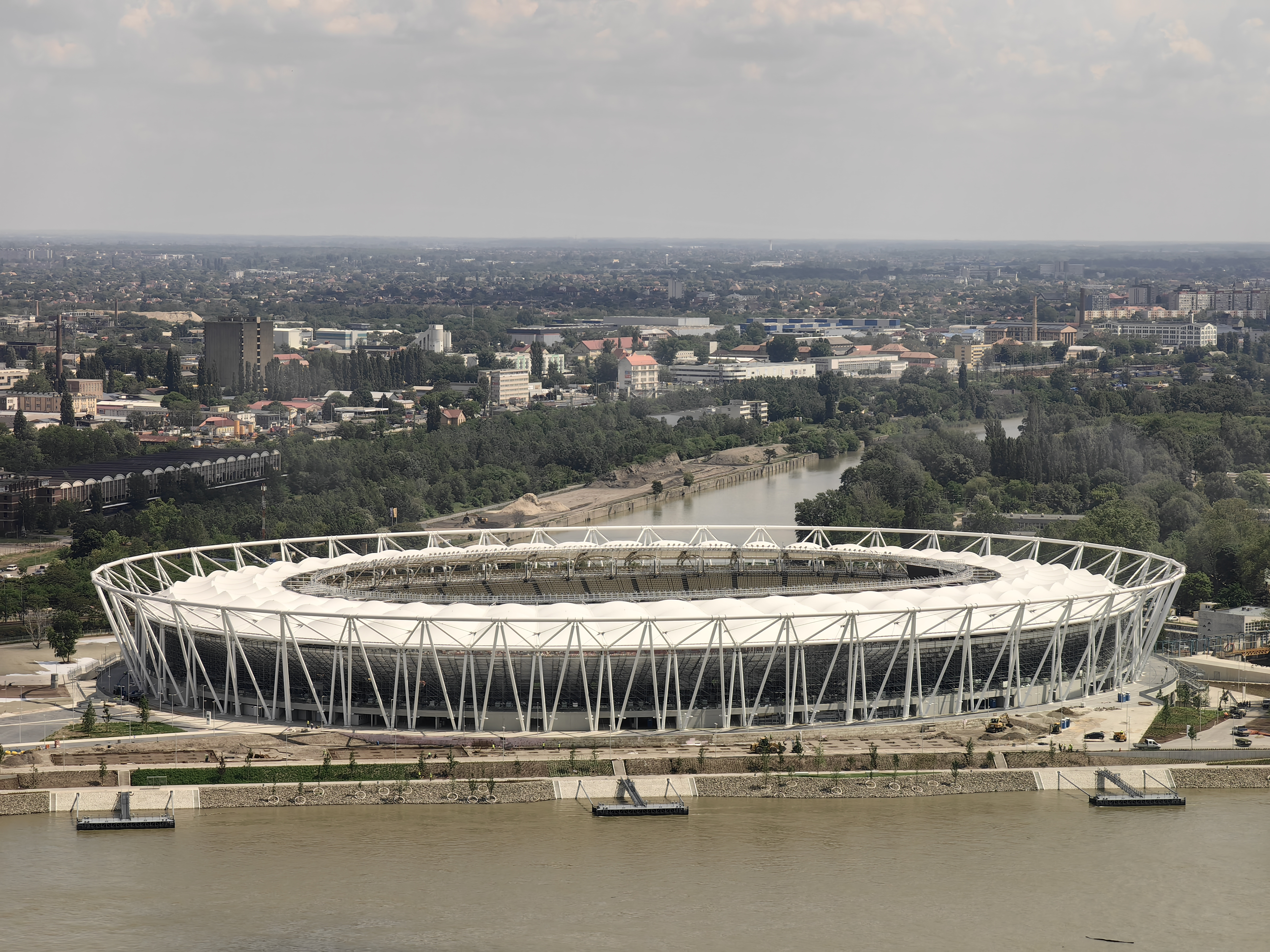
Nemzeti Atlétikai Központ im Mai 2023

Der 100-Meter-Lauf der Frauen bei den Leichtathletik-Weltmeisterschaften 2023 fand am 20. und 21. August 2023 im Stadion Nemzeti Atlétikai Központ der ungarischen Hauptstadt Budapest statt.
56 Athletinnen aus 38 Ländern nahmen an dem Wettbewerb teil.
Weltmeisterin wurde die US-Amerikanerin Sha’Carri Richardson. Sie siegte vor der Jamaikanerin Shericka Jackson. Bronze ging an die vielfache Weltmeisterin und Olympiasiegerin Shelly-Ann Fraser-Pryce, ebenfalls aus Jamaika.

## Rekorde

### Bestehende Rekorde
| Weltrekord               | Florence Griffith-Joyner | 10,49 s | U.S Olympic Trials Indianapolis, USA | 16. Juli 1988   |
| Weltmeisterschaftsrekord | Marion Jones             | 10,70 s | WM Sevilla, Spanien                  | 28. August 1999 |

### Rekordverbesserung
Gleichzeitig wurden eine Weltjahresbestleistung (WL) und ein neuer Championshiprekord (CR) aufgestellt.:

10,65 s – Sha’Carri Richardson (USA), Finale am 21. August bei einem Gegenwind von 0,2 m/s

## Legende
Kurze Übersicht zur Bedeutung der Symbolik – so üblicherweise auch in sonstigen Veröffentlichungen verwendet:
- CR: Championshiprekord
- WL: Weltjahresbestleistung
- DSQ: disqualifiziert
- IWR: Internationale Wettkampfregeln
- TR: Technische Regeln

## Vorläufe
Aus den sieben Vorläufen qualifizierten sich die jeweils drei Ersten jedes Laufes – hellblau unterlegt – und zusätzlich die drei Zeitschnellsten – hellgrün unterlegt – für das Halbfinale.

### Lauf 1

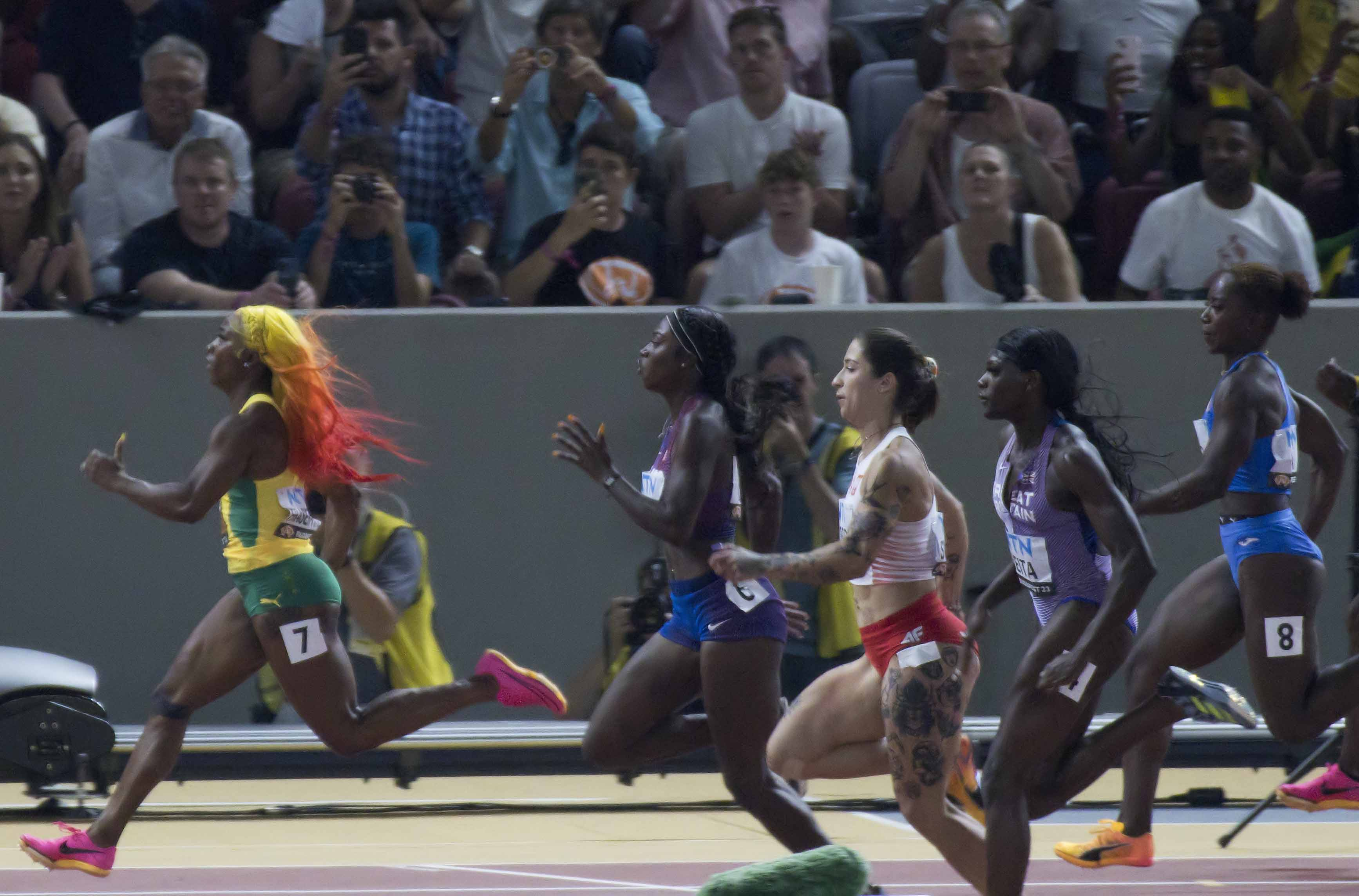
Erstes Halbfinale (v. l. n. r.): Shelly-Ann Fraser-Pryce, Tamari Davis, Ewa Swoboda, Daryll Neita, Rosemary Chukwuma

20. August 2023, 12:10 Uhr Ortszeit

Wind: ±0,0 m/s
| Platz | Athletin        | Land               | Zeit (s) |
| ----- | --------------- | ------------------ | -------- |
| 1     | Julien Alfred   | St. Lucia          | 10,99    |
| 2     | Daryll Neita    | Großbritannien     | 11,03    |
| 3     | Gina Bass       | Gambia             | 11,10    |
| 4     | Géraldine Frey  | Schweiz            | 11,26    |
| 5     | Delphine Nkansa | Belgien            | 11,40    |
| 6     | Ángela Tenorio  | Ecuador            | 11,52    |
| 7     | Farzaneh Fasihi | Iran               | 11,63    |
| 8     | Zarinae Sapong  | Nördliche Marianen | 13,04    |

### Lauf 2
20. August 2023, 12:17 Uhr Ortszeit

Wind: −0,8 m/s
| Platz | Athletin           | Land           | Zeit (s)                    |
| ----- | ------------------ | -------------- | --------------------------- |
| 1     | Brittany Brown     | USA            | 11,01                       |
| 2     | Dina Asher-Smith   | Großbritannien | 11,04                       |
| 3     | Jaël Bestué        | Spanien        | 11,28                       |
| 4     | Shanti Pereira     | Singapur       | 11,33                       |
| 5     | Halle Hazzard      | Grenada        | 11,34                       |
| 6     | Salomé Kora        | Schweiz        | 12,18                       |
| 7     | Chloe David        | Vanuatu        | 12,88                       |
| DSQ   | Yunisleydis García | Kuba           | IWR 162, TR16.8 – Fehlstart |

### Lauf 3
20. August 2023, 12:24 Uhr Ortszeit

Wind: −0,4 m/s
| Platz | Athletin              | Land                | Zeit (s) |
| ----- | --------------------- | ------------------- | -------- |
| 1     | Ewa Swoboda           | Polen               | 10,98    |
| 2     | Tamari Davis          | USA                 | 11,06    |
| 3     | N’ketia Seedo         | Niederlande         | 11,11    |
| 4     | Rani Rosius           | Belgien             | 11,18    |
| 5     | Murielle Ahouré-Demps | Elfenbeinküste      | 11,29    |
| 6     | Leah Bertrand         | Trinidad und Tobago | 11,32    |
| 7     | Mudhawi al-Shammari   | Kuwait              | 11,93    |
| 8     | Silina Pha Aphay      | Laos                | 12,67    |

### Lauf 4

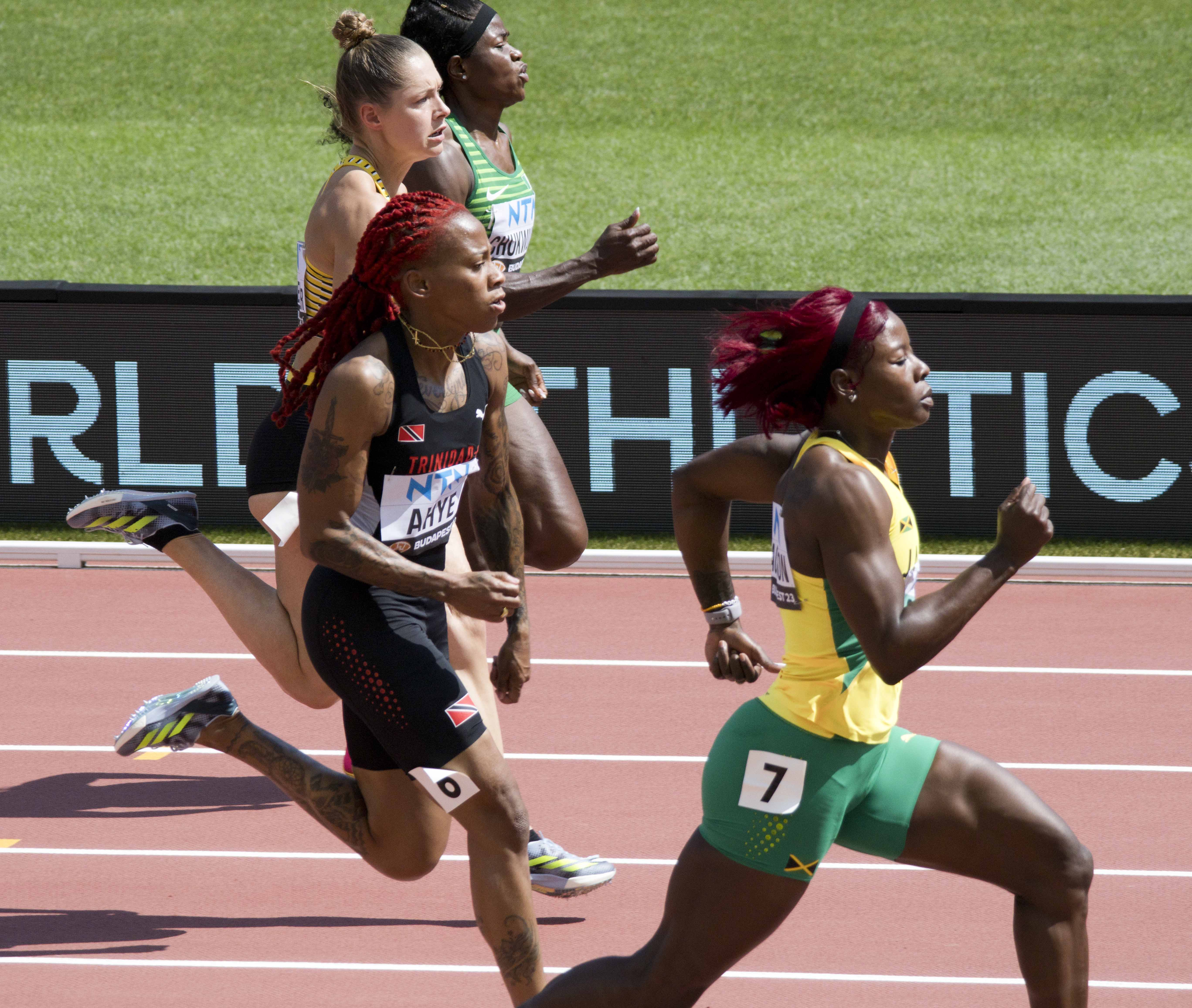
Vierter Vorlauf (von innen nach außen): Vitória Cristina Rosa, Gina Lückenkemper, Michelle-Lee Ahye, Shericka Jackson

20. August 2023, 12:31 Uhr Ortszeit

Wind: −1,0 m/s
| Platz | Athletin                 | Land                | Zeit (s) |
| ----- | ------------------------ | ------------------- | -------- |
| 1     | Shericka Jackson         | Jamaika             | 11,06    |
| 2     | Michelle-Lee Ahye        | Trinidad und Tobago | 11,16    |
| 3     | Gina Lückenkemper        | Deutschland         | 11,21    |
| 4     | Rosemary Chukwuma        | Nigeria             | 11,24    |
| 5     | Olivia Fotopoulou        | Zypern              | 11,38    |
| 6     | Vitória Cristina Rosa    | Brasilien           | 11,57    |
| 7     | Natacha Ngoye Akamabi    | Republik Kongo      | 11,60    |
| 8     | Kesaia Boletakanakandavu | Fidschi             | 12,46    |

### Lauf 5
20. August 2023, 12:38 Uhr Ortszeit

Wind: +0,4 m/s
| Platz | Athletin              | Land           | Zeit (s)                    |
| ----- | --------------------- | -------------- | --------------------------- |
| 1     | Sha’Carri Richardson  | USA            | 10,92                       |
| 2     | Natasha Morrison      | Jamaika        | 11,02                       |
| 3     | Zaynab Dosso          | Italien        | 11,14                       |
| 4     | Maboundou Koné        | Elfenbeinküste | 11,26                       |
| 5     | Kryszina Zimanouskaja | Polen          | 11,32                       |
| 6     | Torrie Lewis          | Australien     | 11,45                       |
| 7     | Sydney Francisco a    | Palau          | 13,48                       |
| DSQ   | Imani Lansiquot b     | Großbritannien | IWR 162, TR16.8 – Fehlstart |

### Lauf 6
20. August 2023, 12:48 Uhr Ortszeit

Wind: +0,9 m/s
| Platz | Athletin               | Land           | Zeit (s) |
| ----- | ---------------------- | -------------- | -------- |
| 1     | Marie-Josée Ta Lou     | Elfenbeinküste | 11,08    |
| 2     | Shashalee Forbes       | Jamaika        | 11,12    |
| 3     | Boglárka Takács        | Ungarn         | 11,18    |
| 4     | Patrizia van der Weken | Luxemburg      | 11,38    |
| 5     | Bree Masters           | Australien     | 11,43    |
| 6     | Magdalena Stefanowicz  | Polen          | 11,43    |
| 7     | Arialis Martinez       | Portugal       | 11,47    |
| 8     | Jovita Arunia          | Salomonen      | 13,20    |

### Lauf 7
20. August 2023, 12:54 Uhr Ortszeit

Wind: +0,2 m/s
| Platz | Athletin                | Land          | Zeit (s) |
| ----- | ----------------------- | ------------- | -------- |
| 1     | Shelly-Ann Fraser-Pryce | Jamaika       | 11,01    |
| 2     | Mujinga Kambundji       | Schweiz       | 11,08    |
| 3     | Zoe Hobbs               | Neuseeland    | 11,14    |
| 4     | Lorène Bazolo           | Portugal      | 11,29    |
| 5     | Khamica Bingham         | Kanada        | 11,29    |
| 6     | Rebekka Haase           | Deutschland   | 11,43    |
| 7     | Arisa Kimishima         | Japan         | 11,73    |
| 8     | Yara Ahmed Abuljadayel  | Saudi-Arabien | 13,54    |

## Halbfinale
Aus den drei Halbfinalläufen qualifizierten sich die jeweils zwei Ersten jedes Laufes – hellblau unterlegt – und zusätzlich die zwei Zeitschnellsten – hellgrün unterlegt – für das Finale. Aufgrund von Zeitgleichheit der im ersten und dritten Rennen jeweils drittplatzierten Läuferin erreichten schließlich drei Sprinterinnen das Finale über ihre Zeit.

### Lauf 1
21. August 2023, 20:35 Uhr Ortszeit

Wind: −0,4 m/s
| Platz | Athletin                | Land                | Zeit (s) |
| ----- | ----------------------- | ------------------- | -------- |
| 1     | Shelly-Ann Fraser-Pryce | Jamaika             | 10,89    |
| 2     | Tamari Davis            | USA                 | 10,98    |
| 3     | Ewa Swoboda             | Polen               | 11,01    |
| 4     | Daryll Neita            | Großbritannien      | 11,03    |
| 5     | Gina Lückenkemper       | Deutschland         | 11,18    |
| 6     | Michelle-Lee Ahye       | Trinidad und Tobago | 11,18    |
| 7     | Zaynab Dosso            | Italien             | 11,19    |
| 8     | Rosemary Chukwuma       | Nigeria             | 11,26    |

### Lauf 2
21. August 2023, 20:44 Uhr Ortszeit

Wind: −0,4 m/s
| Platz | Athletin             | Land           | Zeit (s) |
| ----- | -------------------- | -------------- | -------- |
| 1     | Shericka Jackson     | Jamaika        | 10,79    |
| 2     | Marie-Josée Ta Lou   | Elfenbeinküste | 10,79    |
| 3     | Sha’Carri Richardson | USA            | 10,84    |
| 4     | Zoe Hobbs            | Neuseeland     | 11,02    |
| 5     | Mujinga Kambundji    | Schweiz        | 11,04    |
| 6     | Shashalee Forbes     | Jamaika        | 11,12    |
| 7     | Jaël Bestué          | Spanien        | 11,25    |
| 8     | Boglárka Takács      | Ungarn         | 11,26    |

### Lauf 3
21. August 2023, 20:51 Uhr Ortszeit

Wind: −0,1 m/s
| Platz | Athletin         | Land           | Zeit (s) |
| ----- | ---------------- | -------------- | -------- |
| 1     | Julien Alfred c  | St. Lucia      | 10,92    |
| 2     | Brittany Brown   | USA            | 10,97    |
| 3     | Dina Asher-Smith | Großbritannien | 11,01    |
| 4     | Natasha Morrison | Jamaika        | 11,03    |
| 5     | N’ketia Seedo    | Niederlande    | 11,17    |
| 6     | Gina Bass        | Gambia         | 11,19    |
| 7     | Rani Rosius      | Belgien        | 11,20    |
| 8     | Géraldine Frey   | Schweiz        | 11,28    |

## Finale

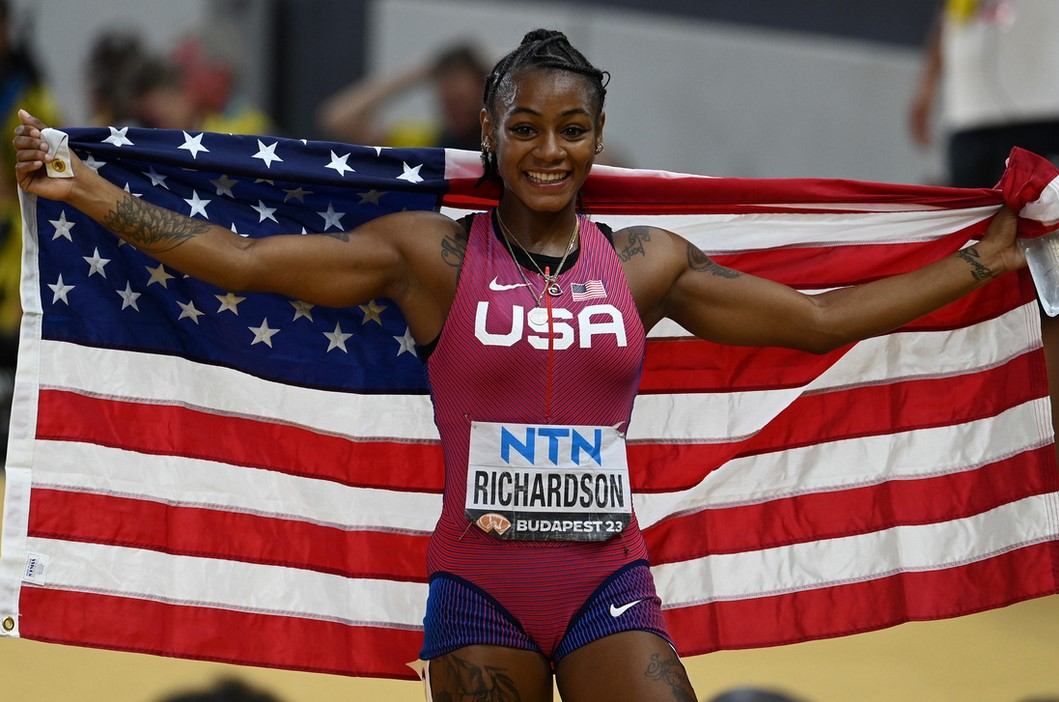
Weltmeisterin Sha’Carri Richardson
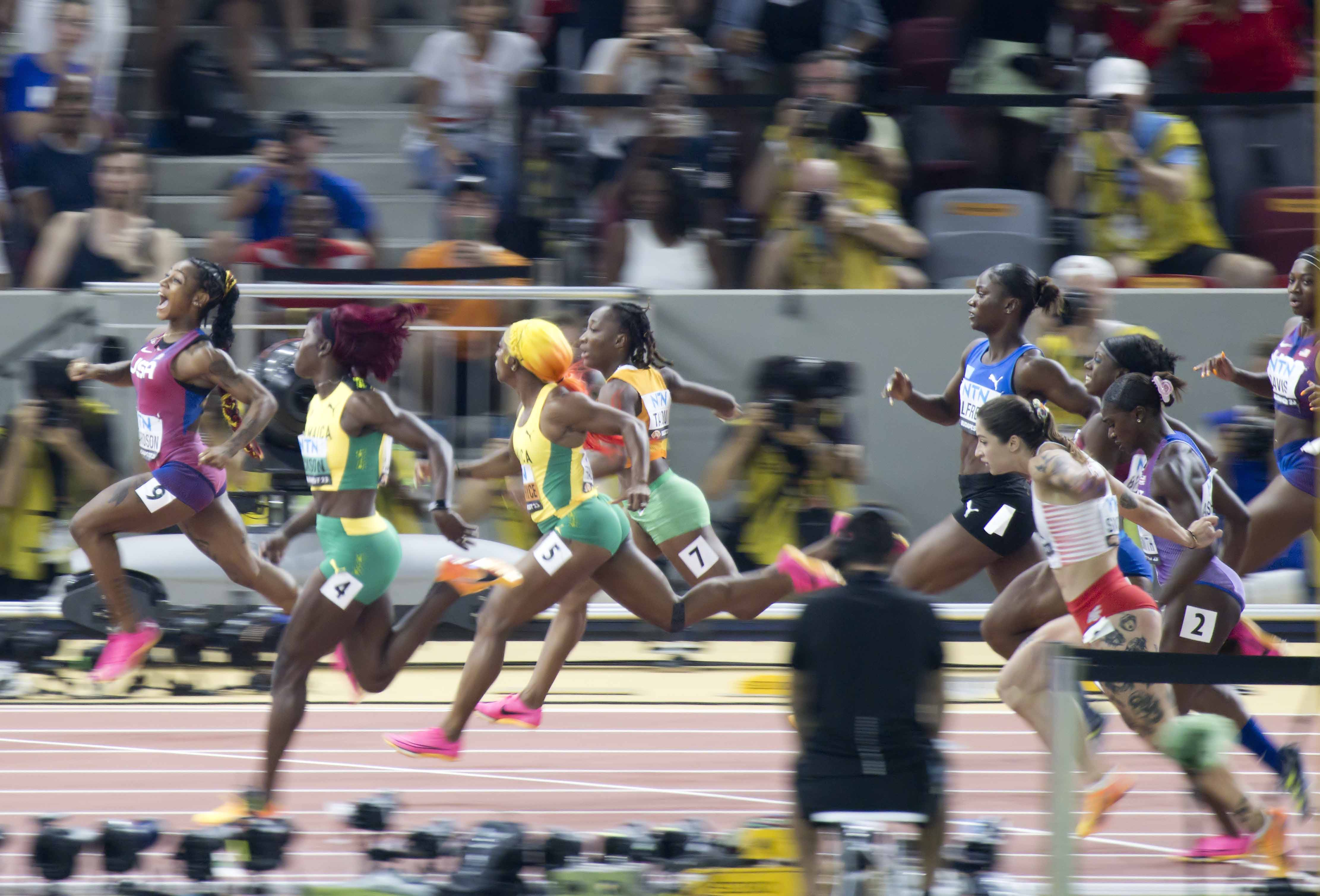
Zieleinlauf (v. l. n. r.): Sha’Carri Richardson, Shericka Jackson, Shelly-Ann Fraser-Pryce, Marie-Josée Ta Lou, Julien Alfred, Ewa Swoboda, Brittany Brown, Dina Asher-Smith, Tamari Davis

21. August 2023, 21:55 Uhr Ortszeit

Wind: −0,2 m/s
| Platz | Athletin                | Land           | Zeit (s)    |
| ----- | ----------------------- | -------------- | ----------- |
|       | Sha’Carri Richardson    | USA            | 10,65 CR WL |
|       | Shericka Jackson        | Jamaika        | 10,72       |
|       | Shelly-Ann Fraser-Pryce | Jamaika        | 10,77       |
| 4     | Marie-Josée Ta Lou      | Elfenbeinküste | 10,81       |
| 5     | Julien Alfred           | St. Lucia      | 10,93       |
| 6     | Ewa Swoboda             | Polen          | 10,97       |
| 7     | Brittany Brown          | USA            | 10,97       |
| 8     | Dina Asher-Smith        | Großbritannien | 11,00       |
| 9     | Tamari Davis            | USA            | 11,03       |